# Pisma s Iwo Jime
Pisma s Iwo Jime (eng. Letters from Iwo Jima) je ratna drama redatelja  Clinta Eastwooda iz 2006. s Ken Watanabeom i  Kazunarijem Ninomiyaem u glavnim ulogama. Film govori o  Bitki za Iwo Jimu iz perspektive japanskih vojnika, a sniman je u isto vrijeme kad i film Zastave naših očeva, koji govori o istoj tematici iz perspektive američkih vojnika. Film je gotovo potpuno na japanskom iako ga je financirala američka produkcijska kompanija. Bio je nominiran za Oscara, a dobio je Zlatni globus za najbolji film.

## Radnja
Film počinje na Iwo Jimi u sadašnjosti, gdje japanski arheolozi istražuju tunele koji su prokopani za vrijeme američke invazije. Nešto otkopavaju, a radnja se premješta na Iwo Jimu 1944. godine.
Vojnik Saigo, bivši pekar koji je prisilno unovačen u japansku carsku vojsku, i njegov vod kopa rovove na plaži. U međuvremenu, poručnik-general Tadamichi Kuribayashi preuzima zapovijedanje garnizonom u društvu svog pomoćnika, poručnika Fujite. Sastaju se s otočnim zapovjednikom mornarice, kontra-admiralom Ohsugijem i zamjenikom glavnog zapovjednika obrane otoka, general-bojnikom Hayashijem, te započinju inspekciju obrane otoka. Kuribayashi zapovijeda vojnicima da prekinu kopati rovove na plaži i da počnu prokopavati tunele na brdu Suribachi. Kuribayashi se sukobljava sa satnikom Tanidom dok ovaj tuče Saigoa i njegovog prijatelja Kashiwaru, zbog navodne nelojalnosti i naređuje mu da prestane.
Sljedeće večeri, poručnik-pukovnik Baron Takeichi Nishi, slavni nositelj zlatne olimpijske medalje u jahanju s preponama, koji sada zapovijeda 26. teknovskom jedinicom, pridružuje se Kuribayashiju za večerom. Njih dvojica su konjanički časnici koji ne vjeruju u fanatični militarizam kao mnogi njihovi suborci. Nishi kaže Kuribayashiju kako japanska carska mornarica koja brani Iwo Jimu nema dovoljno opreme; velik dio japanske udružene flote admirala Jisaburoa Ozawe je uništen u bitki kod zaljeva Leyte. Kuribayashi evakuira civile s Iwo Jime na japansko kopno. Sukobljuje se s višim japanskim časnicima, između ostalih i s Hayashijem i Ohsugijem, koji se ne slažu s njegovom strategijom obrane s kopna, a ne s plaža, za koje Kuribayashi smatra da će ih Amerikanci munjevito zauzeti.
Slaba hrana i nehigijenski uvjeti uzimaju danak među članovima garnizona pa mnogi umiru od dizenterije. Japanske snage počinju koristiti špilje kao vojarne. Drugi mladi vojnik, Shimizu, stiže na dužnost na otok, mijenjajući Kashiwaru, koji je umro od dizenterije. Saigo i njegovi prijatelji optužuju Shimizua da je on špijun poslan iz vojnog sjedišta kako bi izvještavao o "nelojalnim" vojnicima.
Ubrzo slijedi prvo američko zračno bombardiranje, koje prisiljava Japance da kopaju dublje u vulkanski otok. Kuribayashi šalje admirala Ohsugija, koji se ne osjeća dobro, nazad u Japan. Zamjenjuje ga kontra-admiral Toshinosuke Ichimaru. Počinje bitka za Iwo Jimu.
Japanske snage na plaži su vrlo brzo poražene i napad se seli na brdo Suribachi. Tanida naređuje Saigou da prenese poruku zapovjedniku brda Suribachi, pukovniku Adachiju, u kojoj traži još jedan mitraljez. Saigo nije dobro čuo poruku generala Kuribayashija preko radija i prenosi poruku pukovniku Adachiju da se njegovi ljudi počnu povlačiti, ali Adachi kaže Saigou da prenesu satniku Tanidi da on i njegovi ljudi počine samoubojstva. Satnik Tanida se pokorava ovoj zapovijedi i upuca sam sebe u glavu. Većina preostalih vojnika, uključujući Nozakija, ubijaju se jedan po jedan s vlastitim ručnim granatama. Saigo, međutim, počinje bježati i napušta špilju sa Shimizuom, uvjerivši ga da će više koristi imati ako se nastave boriti.
Dvojica muškaraca bježe kroz tunele i susreću jedinice koje su upale u američke zasjede. Nailaze i na nekoliko vojnika koji muče zarobljenog američkog vojnika. Uspijevaju stići do drugog pećinskog sustava kojim zapovijeda poručnik Ito, bivši zapovjednik otočnih zračnih snaga. Ito im odlučuje odrubiti glave zbog napuštanja Suribachija, ali u zadnji trenutak stiže general Kuribayashi i spašava Saigoa, i kaže kako je naredio povlačenje.
Vojnici iz sustava špilja pokušavaju napad na američke pozicije koji se pokazuje jalov. Nishijevi ljudi zarobljavaju ranjenog američkog marinca, Sama, a Nishi naređuje da mu se pomogne iako vlada nestašica medicinskih sredstava. Usprkos njihovim pokušajima, marinac umire, a Nishi čita pismo koje je marincu poslala majka. Podsjećaju se kako su i Amerikanci ljudi poput njih, s obiteljima, nadama i strahovima.
Shimizu priznaje Saigou kako je nečasno otpušten iz Kempeitaija, glavnog vojnog stožera, nakon samo pet dana službe jer nije htio ubiti psa koji je lajao iako mu je to naredio nadređeni časnik. Tada su ga premjestili na Iwo Jimu. Saznavši tu priču, Saigo malo popušta u svom odnosu prema Shimizuu. Shimizu doživljava slom živaca od straha i upita Saigoa hoće li se predati zajedno s njim. Napušta špilju s drugim vojnikom, ali prije nego što je Saigo trebao krenuti za njim, pojavljuje se poručnik Okubo i upuca drugog vojnika zbog dezerterstva.
Ubrzo nakon toga, Shimizu se predaje američkim marincima i pridružuje se drugim japanskim vojnicima koji su se predali. Jedan od američkih čuvara, koji se ne želi opterećivati ratnim zarobljenicima, kasnije ih pobija. Pobijene vojnike nalaze Japanci, a poručnik Okubo im pokazuje što se događa onima koji se predaju.
Saigo i ostali preživjeli sastaju se s Kuribayashijem, koji prepoznaje Saigoa. Planira se posljednji napad sa svim raspoloživim snagama. Kuribayashi naređuje Saigou da ostane u pozadini i uništi sve dokumente, uključujući svoja osobna pisma koja je pisao obitelji, i tako mu spašava život treći put. Kuribayashi i preostale snage polaze u posljednji napad, a Kuribayashi je vrlo ozbiljno ranjen.
Odani Fujita odvlači Kuribayashija podalje od bitke. Sljedećeg jutra, dok se nazire poraz, Kuribayashi naređuje Fujiti da mu odrubi glavu. Međutim, dok ovaj podiže mač, ubija ga američki marinac. Ubrzo se pojavljuje Saigo, a Kuribayashi mu zapovjedi da ga pokopa, "tako me nitko neće naći". (Kuribayashijevo tijelo zapravo nikad nije pronađeno). Kuribayashi upita Saigoa "je li ovo i dalje japansko tlo?" Saigo ga uvjerava da je "da, to je i dalje Japan". Kuribayashi se tada upuca Coltom 1911 koji mu je poklonio prijatelj Amerikanac kad je jednom bio u SAD-u. Stiže ista ona američka ophodnja kao i u prethodnoj sceni, oduzimajući Kuribayashijev pištolj i Fujitin mač kao ratne trofeje.
Saigo je zarobljen, ali kad ugleda Kuribayashijev pištolj za remenom jednog marinca, počne divljački mahati lopatom. Udaraju ga kundakom u glavu i odvode ga u improviziranu bolnicu na plaži. On ugleda zalazeće sunce i slabo se nasmiješi.
Radnja se vraća u 2005. s japanskim arheolozima u špilji koji otkopavaju torbu s pismima, nikad poslana, koja je Saigo zakopao 1945. Dok ispadaju iz torbe, čuje se Kuribayashijev glas kako ih čita u pozadini.

## Glumci
| Glumac            | Uloga                            |
| ----------------- | -------------------------------- |
| Ken Watanabe      | General Tadamichi Kuribayashi    |
| Kazunari Ninomiya | Vojnik Saigo                     |
| Tsuyoshi Ihara    | Potpukovnik/Barun Takeichi Nishi |
| Ryo Kase          | Vojnik Shimizu                   |
| Shido Nakamura    | Mornarički poručnik Ito          |
| Hiroshi Watanabe  | Poručnik Fujita                  |
| Takumi Bando      | Satnik Tanida                    |
| Yuki Matsuzaki    | Vojnik Nozaki                    |
| Nae Yuuki         | Hanako (Saigova supruga)         |
| Nobumasa Sakagami | Admiral Ohsugi                   |
| Akiko Shima       | Žena iz Ženske patriotske udruge |
| Lucas Elliott     | Sam (ranjeni američki marinac)   |
| Mark Moses        | Američki časnik (u flashbacku)   |
| Roxanne Hart      | Časnikova supruga                |

## Produkcija
Film je prvo nazvan Red Sun, Black Sand.
Iako je film radnjom smješten u Japan, sniman je u Barstowu i Bakersfieldu u  Kaliforniji. Snimanje je završeno 8. travnja 2006., ekipa se preselila u studio u Los Angeles radi snimanja nekih scena, a onda su Eastwood, Watanabe i najvažniji dio ekipe otišli na jedan dan na Iwo Jimu radi snimanja lokacijskih scena.
Pomorskom bazom na Iwo Jimi upravlja japanska pomorska straža, a otok koristi američka mornarica za vježbe. Civilima je pristup zabranjen, a dozvoljen je samo onima koji žele odati počast poginulim američkim i japanskim vojnicima. Lokacija je korištena uz posebno dopuštenje vlade Tokija, jer više od 10 000 nestalih japanskih vojnika još leži pod zemljom na otoku.

## Nagrade i nominacije
| Nagrada        | Kategorija                    | Dobitnik/Nominirani           | Pobjeda |
| -------------- | ----------------------------- | ----------------------------- | ------- |
| Nagrada Saturn | Najbolji internacionalni film | Najbolji internacionalni film | Ne      |

## Kritike
- Film je zaradio vrlo pozitivne recenzije, a website rottentomatoes.com je objavio kako su 154 od 169 recenzija koje su pregledali bile pozitivne, ili u postocima 91%. Film je 23. svibnja 2007. postavljen na 141. mjesto najboljih filmova svih vremena na IMDb-ovoj ljestvici 250 najboljih filmova svih vremena.
- 6. prosinca 2006. američko udruženje filmskih kritičara proglasilo je Pisma s Iwo Jime najboljim filmom 2006. Američki filmski institut proglasio ga je jednim od 10 najboljih filmova 2006. Osim toga, dobio je Zlatni globus kao najbolji film na stranom jeziku.
- Kritičar CNN.com-a, Tom Charity, opisao je Pisma s Iwo Jime kao "jedini američki film godine kojeg ne oklijevam prozvati remek-djelom." U izboru najboljih filmova Eberta i Roepera, Roeper je stavio film na treće mjesto, a gost-kritičar The New York Timesa A.O. Scott proglasio ga je najboljim, te dodao kako se film "približio savršenstvu".
- 23. siječnja 2007. film je zaradio četiri nominacije za Oscara. Eastwood je bio nominiran za režiju, kao i za najbolji film, zajedno s producentima  Stevenom Spielbergom i  Robertom Lorenzom. Osim toga, film je zaradio nominacije u kategorijama za originalni scenarij i zvuk.
- Film je bio daleko uspješniji u Japanu nego u SAD-u, gdje je proveo pet tjedana na prvom mjestu najgledanijih filmova. Iako je film hvaljen zbog nepristranosti, neki Japanci su ga kritizirali zbog navodnih povijesnih nepravilnosti, pogotovo članovi Udruženja za nepristrani pogled na povijest, koji su doveli u pitanje prikazivanje japanske vojne policije.

## Vanjske poveznice
- Službena stranica
- Pisma s Iwo Jime u internetskoj bazi filmova IMDb-a
- Japanski trailer